# Toleranzpreis der Evangelischen Akademie Tutzing
Der Toleranzpreis der Evangelischen Akademie Tutzing wird seit dem Jahr 2000 durch die Evangelische Akademie Tutzing alle zwei Jahre an Persönlichkeiten verliehen, die den Dialog zwischen den Kulturen und Religionen maßgeblich fördern. Die Auszeichnung ist nicht dotiert. Seit 2012 wird zusätzlich ein Preis zur Förderung der Zivilcourage verliehen.

## Preisträger
- 2000 Roman Herzog
- 2002 Daniel Barenboim
- 2004 Henning Mankell
- 2006 Karim Aga Khan IV.
- 2008 Shirin Ebadi
- 2010 Wolfgang Schäuble
- 2012 Peter Maffay; Kategorie Zivilcourage: Bayerisches Bündnis für Toleranz
- 2014 Christian Wulff; Kategorie Zivilcourage: Constanze Kurz[1]
- 2016 Frank-Walter Steinmeier, Christian Springer
- 2020 Christian Stückl, Kategorie Zivilcourage: Dunja Hayali, Senta Berger "als Charakterdarstellerin für ihr Lebenswerk als glaubwürdige Persönlichkeit im Film wie in der Wirklichkeit"[2]

## Weblink
- Evangelische Akademie Tutzing zum Preis